# Szenes tintagomba
A szenes tintagomba (Tulosesus angulatus) a porhanyósgombafélék családjába tartozó, Európában és Észak-Amerikában honos, égésnyomokon élő, nem ehető gombafaj. 

## Megjelenése
A szenes tintagomba kalapja 1,5-3 cm széles, alakja eleinte parabolaszerű vagy tompán kúpos; idősen harangszerűen, közel laposan kiterül. Széle bordás-ráncos, szinte a kalap közepéig. Idősen széle felfelé ível, szakadozottá válik, majd elfolyósodik. Felszíne simának tűnik, de nagyítóval látható finom szőrözöttsége. Színe sárgásbarna, halványbarna, piszkosbarna, a szélénél halványabb szürkésbarnává fakul. 
Húsa vékony, törékeny; színe fiatalon halványszürke, idősen fekete, folyós. Szaga és íze nem jellegzetes.
Sűrű lemezei keskenyen tönkhöz nőttek, idősen szabadon állónak tűnnek. Színük fiatalon halványszürke, élük feketés; idősen teljesen elfeketednek. 
Tönkje 2-5 cm magas és 1,5-3 mm vastag. Alakja egyenletesen hengeres vagy a tövénél kissé megvastagodott, belül üreges, törékeny. Felszíne fiatalon kissé hamvas. Színe áttetszően szürke, tövéhez fehér micéliumszálak tapadnak.
Spórapora feketésbarna. Spórája oldalról elliptikus, szemből szögletes (szabálytalanul háromoldalú), csírapórusánál csapott, sima, mérete 9-11,5 x 7-7,5 µm.

### Hasonló fajok
A csillámló tintagomba, a gyenge áltintagomba, a barnaszöszös áltintagomba hasonlíthat hozzá.  

## Elterjedése és termőhelye
Európában és Észak-Amerikában honos. 
Tüzek, égések nyomán található meg, kisebb csoportokban. Tavasztól késő őszig terem. 

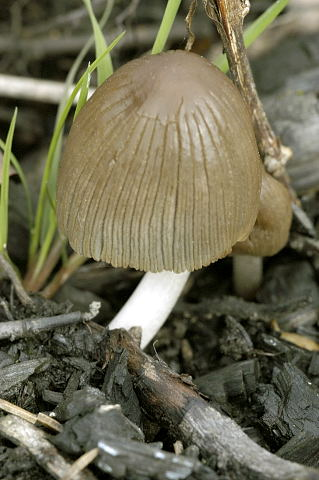
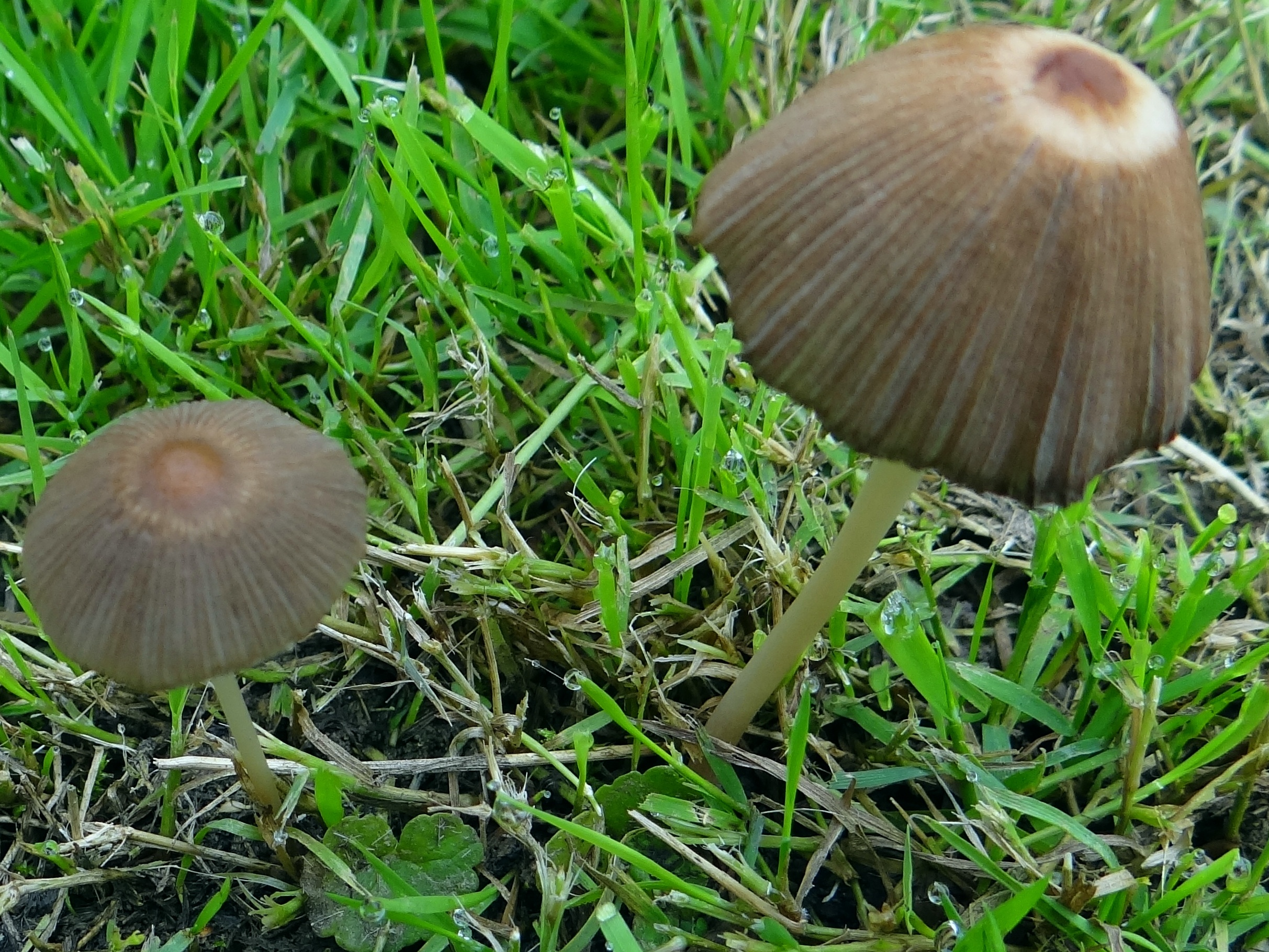
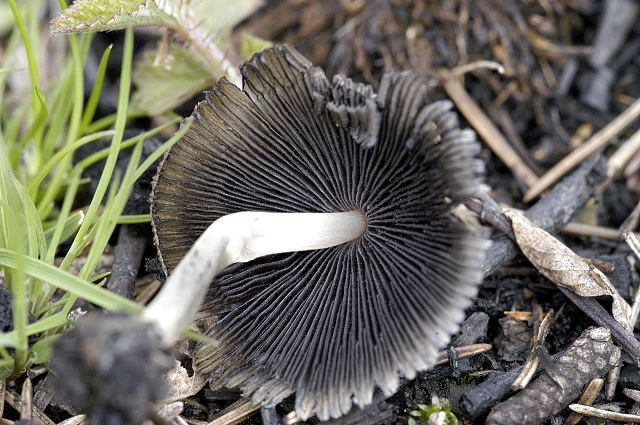

Nem ehető. 